# Mima (Tokushima)
Mima (美馬市 Mima-shi?) es una ciudad localizada en la prefectura de Tokushima, Japón. En junio de 2019 tenía una población estimada de 28.689 habitantes y una densidad de población de 78,1 personas por km². Su área total es de 367,14 km².

## Geografía

### Localidades circundantes
- Prefectura de Tokushima
  - Awa
  - Kamiyama
  - Miyoshi
  - Naka
  - Tsurugi
  - Yoshinogawa
- Prefectura de Kagawa
  - Mannō
  - Miki
  - Sanuki
  - Takamatsu

## Demografía
Según los datos del censo japonés, esta es la población de Mima en los últimos años.
| 1995   | 2000   | 2005   | 2010   | 2015   |
| ------ | ------ | ------ | ------ | ------ |
| 38.202 | 36.632 | 34.565 | 32.484 | 30.501 |